# Liste der Biografien/Dan
Liste der Biografien |
Portal Biografien |
Personensuche
# |
A |
B |
C |
D |
E |
F |
G |
H |
I |
J |
K |
L |
M |
N |
O |
P |
Q |
R |
S |
T |
U |
V |
W |
X |
Y |
Z |
?
 
Da |
Db |
Dc |
Dd |
De |
Dg |
Dh |
Di |
Dj |
Dk |
Dl |
Dm |
Dn |
Do |
Dq |
Dr |
Ds |
Du |
Dv |
Dw |
Dy |
Dz
 
Daa |
Dab |
Dac |
Dad |
Dae |
Daf |
Dag |
Dah |
Dai |
Daj |
Dak |
Dal |
Dam |
Dan |
Dao |
Dap |
Daq |
Dar |
Das |
Dat |
Dau |
Dav |
Daw |
Dax |
Day |
Daz
 
Dana |
Danb |
Danc |
Dand |
Dane |
Danf |
Dang |
Danh |
Dani |
Danj |
Dank |
Danl |
Dann |
Dano |
Danq |
Danr |
Dans |
Dant |
Danu |
Danv |
Danw |
Dany |
Danz
Die Liste der Biografien führt alle Personen auf, die in der deutschsprachigen Wikipedia einen Artikel haben. Dieses ist eine Teilliste mit 22 Einträgen von Personen, deren Namen mit den Buchstaben „Dan“ beginnt.

## Dan
- Dan Dobi, Mahamane (1923–1981), nigrischer Politiker und Dramatiker
- Dan I. (1354–1386), Woiwode der Walachei
- Dan Inna, Chaïbou (* 1952), nigrischer Theaterwissenschaftler, Dramatiker und Politiker
- Dan Ion, Ionuț (* 1981), rumänischer Boxer
- Dan Kowa, Koffi (* 1989), nigrischer Fußballspieler
- Dan, Alexandru (1907–2002), rumänischer Kunstturner
- Dan, Alexandru (1928–2013), rumänischer Fußballspieler und -trainer
- Dan, Aurora (* 1955), rumänische Florettfechterin
- Dan, Fjodor Iljitsch (1871–1947), russischer Arzt und Menschewik
- Dan, Ikuma (1924–2001), japanischer Komponist und Essayist
- Dan, Iulia Maria (* 1987), rumänische Opernsängerin (Sopran)
- Dan, Joseph (1935–2022), israelischer Judaist
- Dan, Kazuo (1912–1976), japanischer Schriftsteller
- Dan, Lidija Ossipowna (1878–1963), russische Menschewikin
- Dan, Marin (* 1948), rumänischer Handballspieler
- Dan, Mitsu (* 1980), japanische Schauspielerin und Gravure Idol
- Dan, Nicușor (* 1969), rumänischer PolitikerNicușor Dan (* 1969)

Nicușor Dan (* 1969)

- Dan, Paul (1944–2023), rumänischer Pianist und Musiklehrer
- Dan, Savu Petra (1903–1986), rumänisch-israelischer Maler
- Dan, Takuma (1858–1932), japanischer Geschäftsmann
- Dan, Uri (1935–2006), israelischer Journalist und Fotograf
- Dan-Dah, Mahamane Laouali (* 1966), nigrischer Jurist und Politiker